# Öndebyn
Öndebyn är en by i Västerbotten belägen norr om tätorten Bygdeå i Robertsfors kommun. Byn omtalas i skrift första gången 1498 i Stockholmas tänkebok 1492-1500. 

## Ortnamnets etymologi
I namnet ingår personnamnet Önde, som tycks ha varit relativt vanligt i Västerbotten. År 1543 hette en av de tre bönderna i Öndebyn Joon Önsonn, och det kan ha varit en av hans ättlingar som givit byn sitt namn.

## Byns historia
Bosättarna nyttjade till största delen markerna till jordbruk, och antalet jordbrukare pendlade mellan tre och fyra under åren 1539-1773. 1695 vid roteringen i Bygdeå slogs post och gästgiveri ihop, vilket ledde till att länsman och gästgivare Arvid Jönsson i Öndebyn fick ansvar för postföringen. Det fanns två kvarnar i bruk i Öndebyn år 1750, men bara en 1826.